# Sunset Boulevard (nhạc kịch)
Sunset Boulevard là một vở nhạc kịch với phần nhạc sáng tác bởi Andrew Lloyd Webber, kịch bản và ca từ của Don Black và Christopher Hampton. Vào năm 1993, lần đầu tiên mở màn tại Luân Đôn, sau đó vở nhạc kịch này đã công diễn khắp thế giới trong một thới gian dài, mặc dù tiêu tốn khá nhiều chi phí dàn dựng. Rất nhiều những nữ diễn viên danh tiếng đã thủ vai Norma Desmond, một vai chính trong vở diễn.
Lấy ý tưởng từ bộ phim cùng tên năm 1950, cốt truyện xoay quanh Norma Desmond, một ngôi sao hết thời của kỷ nguyên phim câm, sống với dĩ vãng trong một dinh thự điêu tàn trên một khu phố danh tiếng ở Los Angeles - Đại lộ Hoàng Hôn (Sunset Boulevard). Tình cờ gặp gỡ một người viết kịch bản trẻ tên là Joe Gillis, Norma thấy ở anh một cơ hội để trở lại màn ảnh rộng. Những chuyện tình và bi kịch cũng bắt đầu từ đó.

## Các nhân vật chính
- Norma Desmond — một ngôi sao phim câm quá thời và lập dị
- Joe Gillis — người viết kịch bản trẻ đầy tham vọng
- Max von Mayerling — Chồng cũ của Norma, hiện làm quản gia
- Betty Schaefer — Người yêu mới của Joe
- Cecil B. DeMille — Đạo diễn nổi tiếng
- Artie Green — Người yêu cũ của Betty
- Sheldrake — Nhà sản xuất phim
- Manfred — Thợ may

## Danh sách các giải thưởng
Tony Awards
- Vở nhạc kịch hay nhất
- Phần âm nhạc hay nhất
- Kịch bản nhạc kịch hay nhất
- Giải nhất cho thiết kế sân khấu
- Giải nhất cho hiệu ứng ánh sáng
- Nam diễn viên phụ xuất sắc nhất - George Hearn
- Nữ diễn viên xuất sắc nhất - Glenn Close

Ovation Awards
- Vở nhạc kịch hay nhất
- Giải nhất cho thiết kế sân khấu
- Giải nhất cho thiết kế phục trang
- Giải nhất cho hiệu ứng ánh sáng